# Episodi di Naturalmente Sadie! (terza stagione)
La terza stagione della serie televisiva Naturalmente Sadie! è stata trasmessa in anteprima in Canada da Family Channel tra il 3 giugno 2007 e il 26 agosto 2007.
| nº | Titolo originale                  | Titolo italiano | Prima TV Canada | Prima TV Italia |
| -- | --------------------------------- | --------------- | --------------- | --------------- |
| 1  | In with the Old, Out with the New |                 | 3 giugno 2007   |                 |
| 2  | Smother's Day                     |                 | 10 giugno 2007  |                 |
| 3  | Too Hip Hop for the Room          |                 | 17 giugno 2007  |                 |
| 4  | The Trial                         |                 | 25 giugno 2007  |                 |
| 5  | Poetic Justice                    |                 | 1º luglio 2007  |                 |
| 6  | Sadie's Millions                  |                 | 8 luglio 2007   |                 |
| 7  | Hal's Kitchen                     |                 | 15 luglio 2007  |                 |
| 8  | The Graduate                      |                 | 22 luglio 2007  |                 |
| 9  | As the Whirly Turns               |                 | 29 luglio 2007  |                 |
| 10 | The Hawthorne Identity            |                 | 5 agosto 2007   |                 |
| 11 | Material Girl                     |                 | 12 agosto 2007  |                 |
| 12 | The Jacqueline Princess Bride     |                 | 19 agosto 2007  |                 |
| 13 | In or Out of Africa               |                 | 26 agosto 2007  |                 |